# Caladenia brownii
Caladenia brownii är en orkidéart som beskrevs av Stephen Donald Hopper. Caladenia brownii ingår i släktet Caladenia och familjen orkidéer. Inga underarter finns listade i Catalogue of Life.